# Liepājas iela
Liepājas iela est une rue de la banlieue de Zemgale à Rīga en Lettonie.

## Présentation
Liepājas iela traverse les quartiers d'Agenskalns et de Bieriņi. 
La rue Liepājas iela commence à l'intersection avec Mazo Nometņi iela et se termine à l'intersection avec Dāliju iela.
La longueur totale de la rue est de 2137 mètres et elle a 2 voies de circulation. 
La rue Liepājas est bordée de bâtiments résidentiels et bâtiments publics, dont l'église catholique romaine Saint-Albert (Liepājas iela 38) et le vaste territoire de la Clinique Paula Stradins de l'hôpital universitaire dans la section entre Pilsoņu iela et Atpūtas iela du côté pair (adresse de l'hôpital Pilsoņu iela 13A).
La rue abrite aussi des centres commerciaux et une station-service.
La rue Liepājas iela traverse la Ligne ferroviaire de Torņakalns à Tukums II et croise également Kārļa Ulmaņa gatve qui est l'une des rues principales les plus importantes de la rive gauche du Daugava.

## Transports
- Bus :	7, 8, 25, 44, 63
- Trolleybus :	5

## Galerie

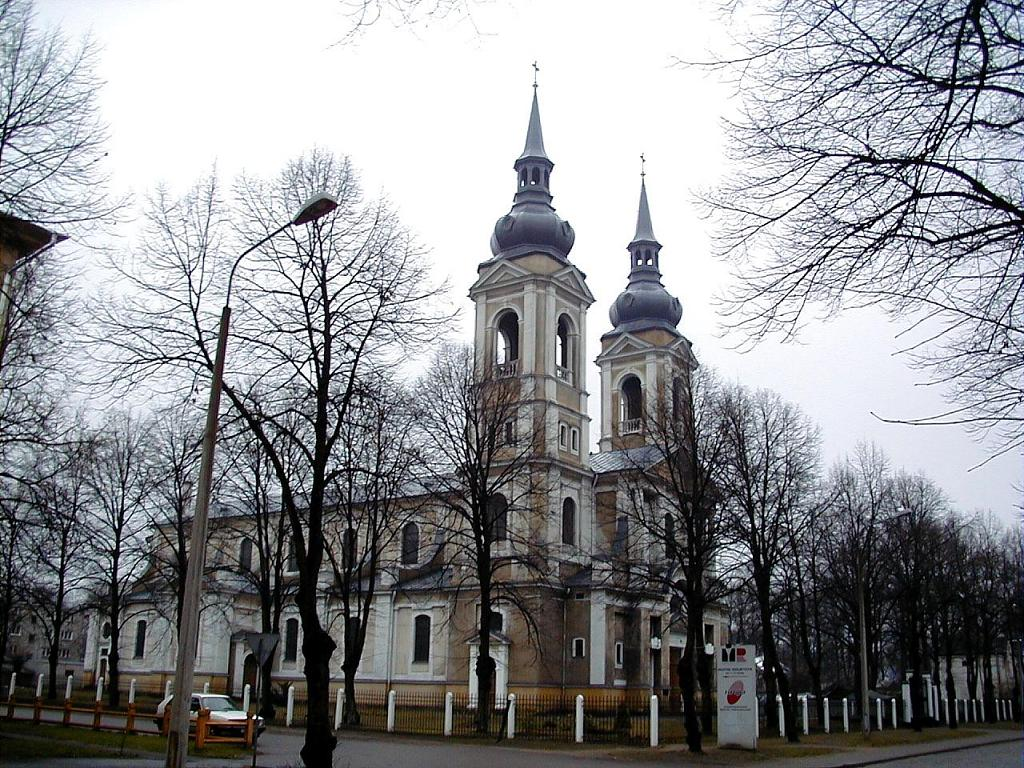
Liepājas iela 38
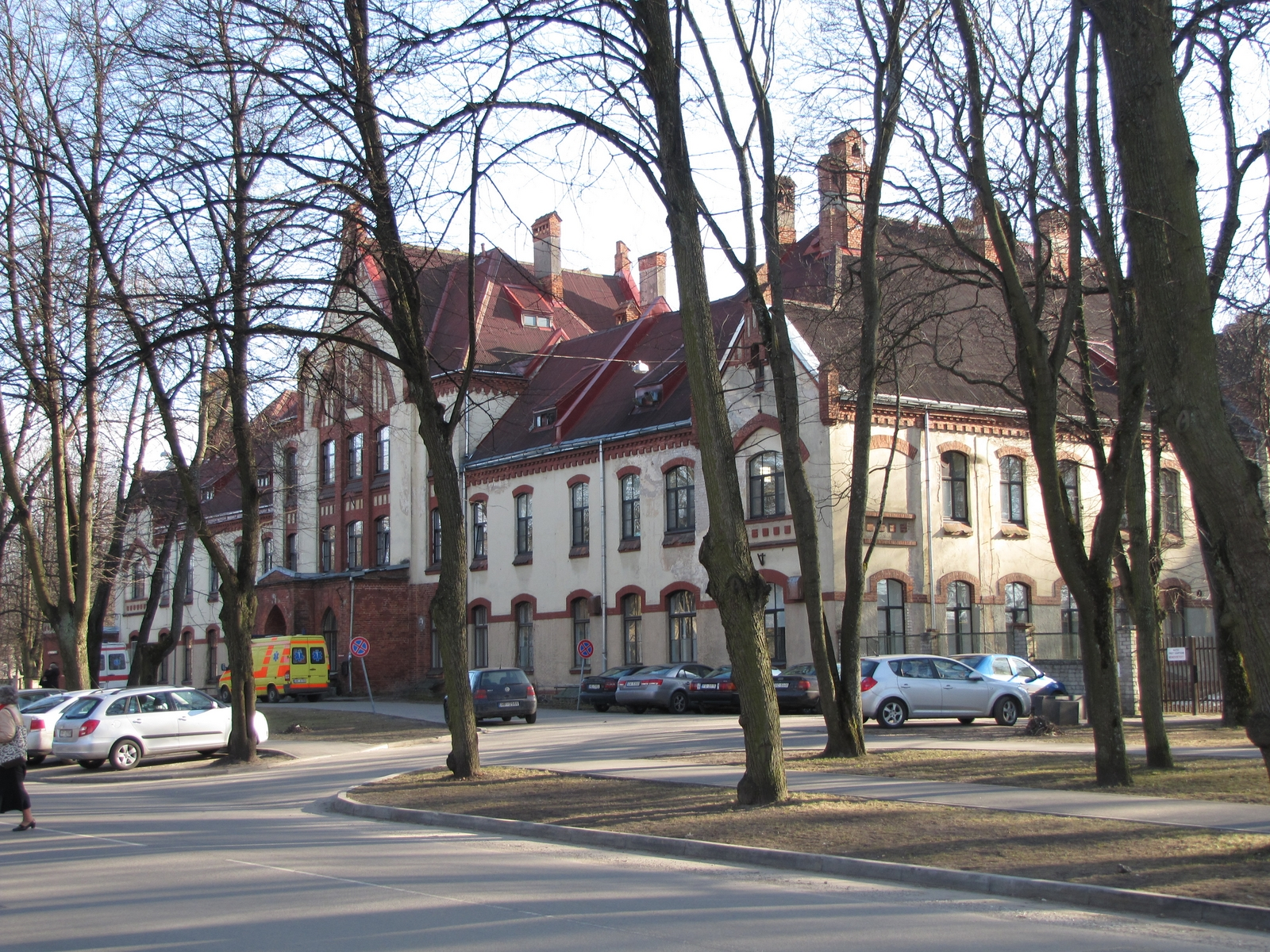
Clinique Paula Stradins
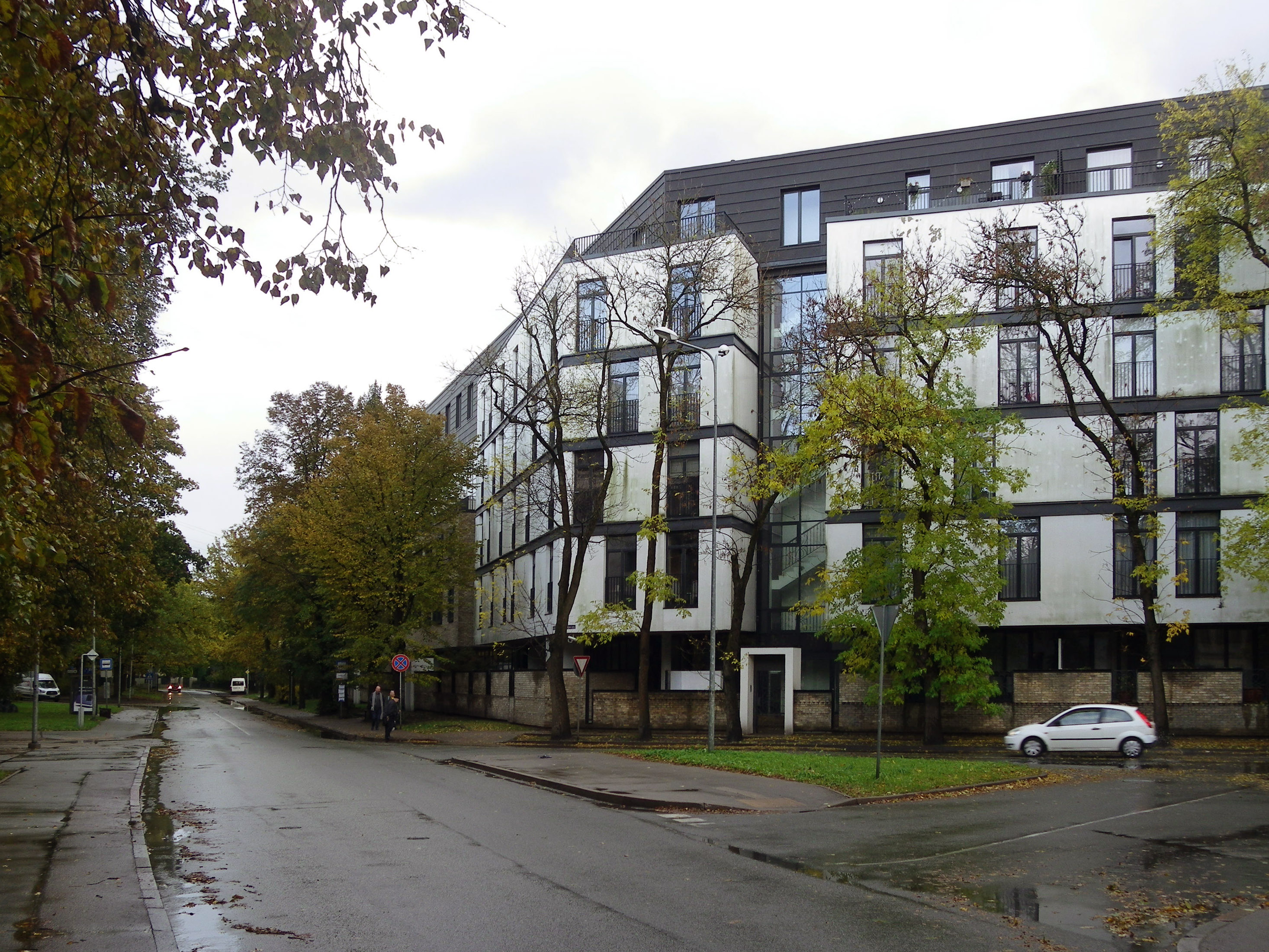
Liepājas iela 2
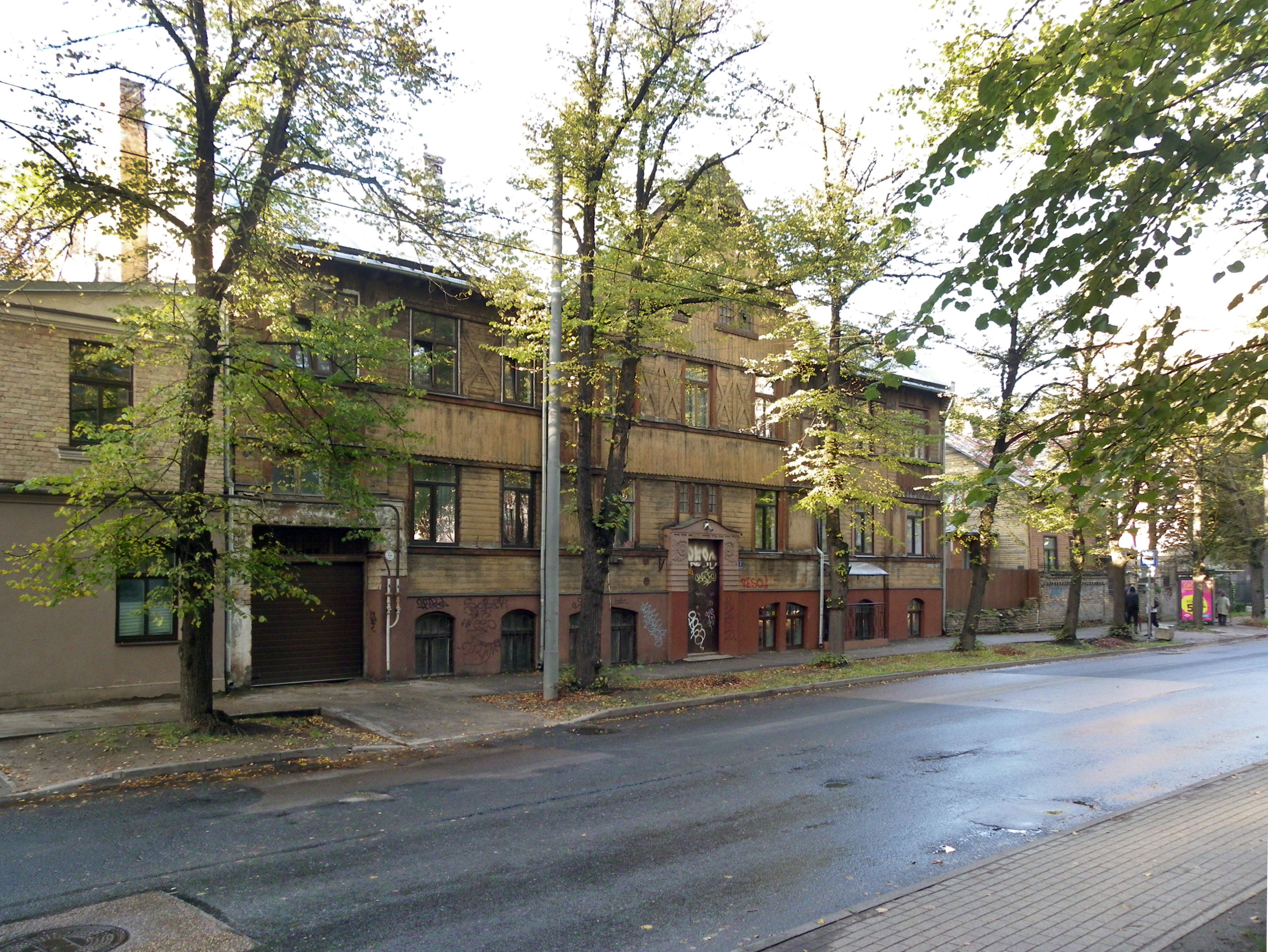
Liepājas iela 7
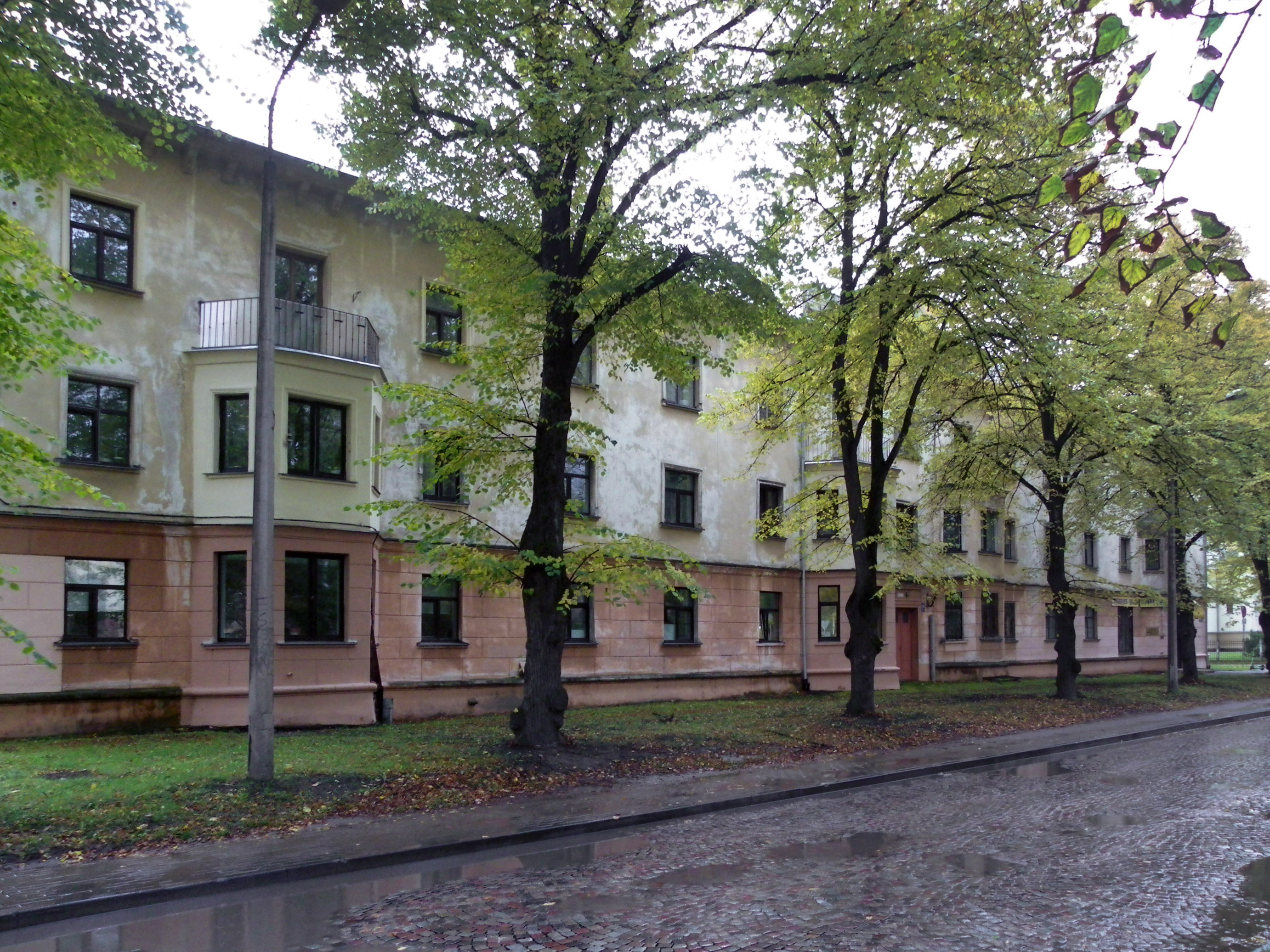
Liepājas iela 36
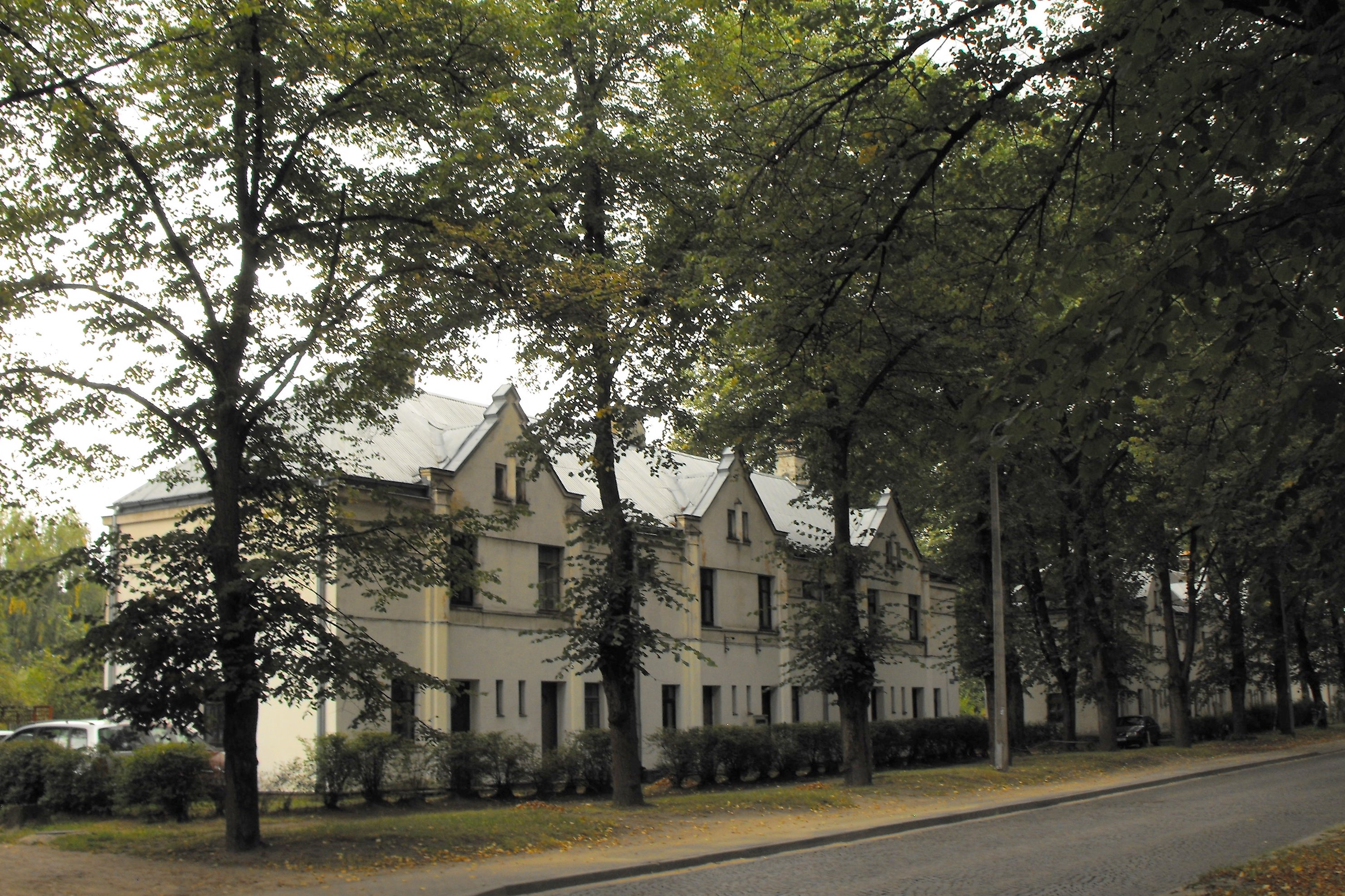
Liepājas iela 40
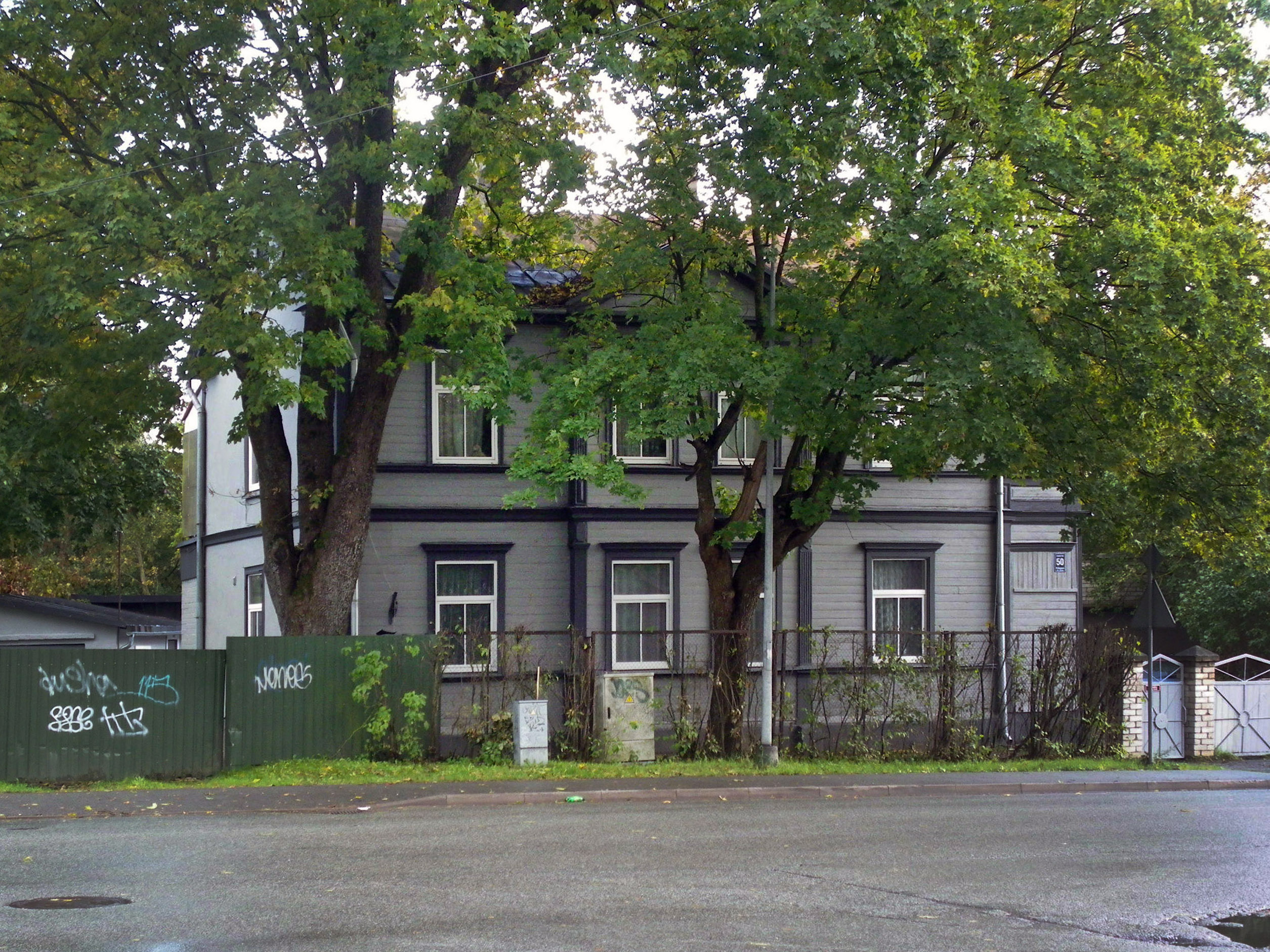
Liepājas iela 50
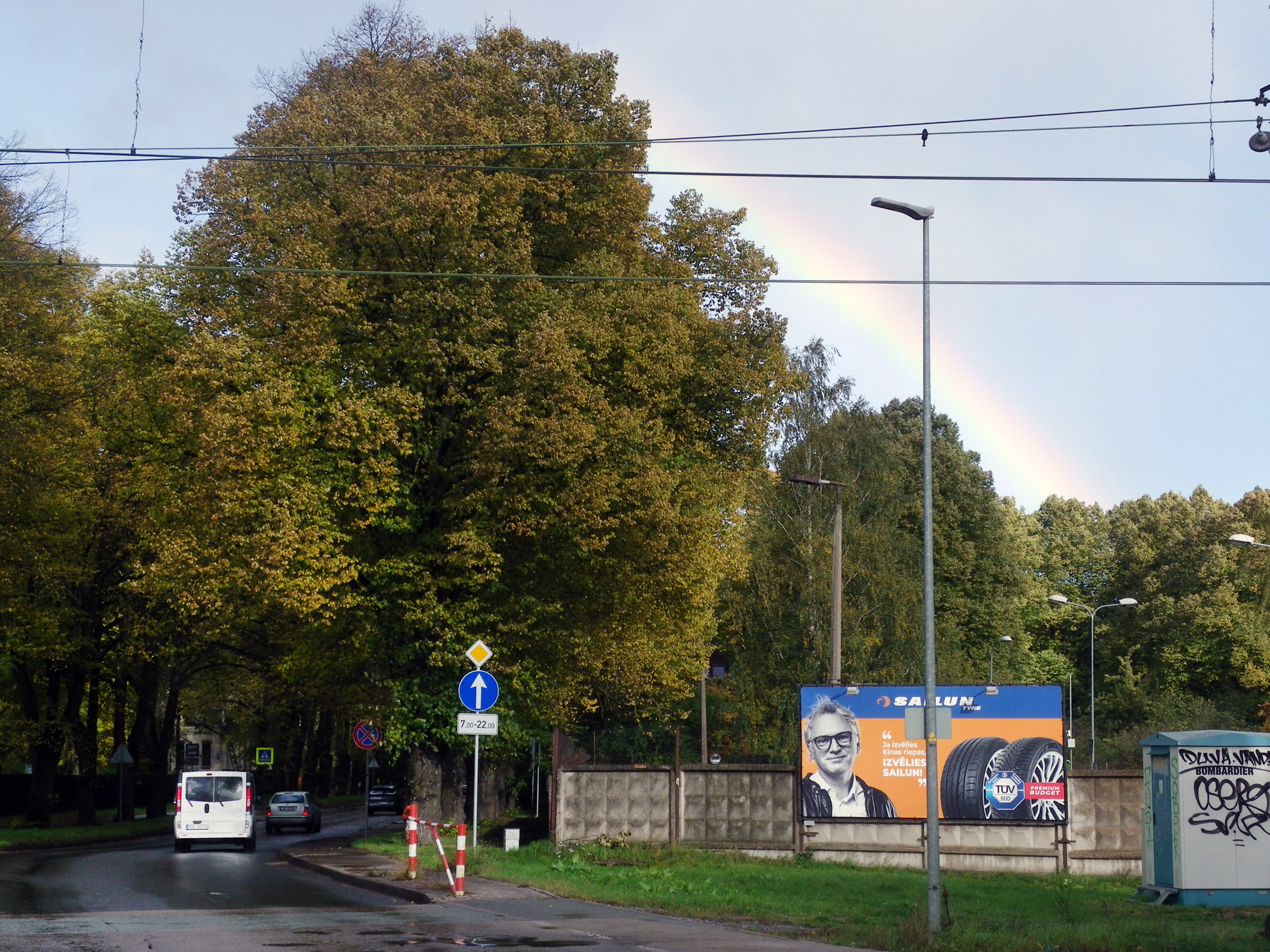
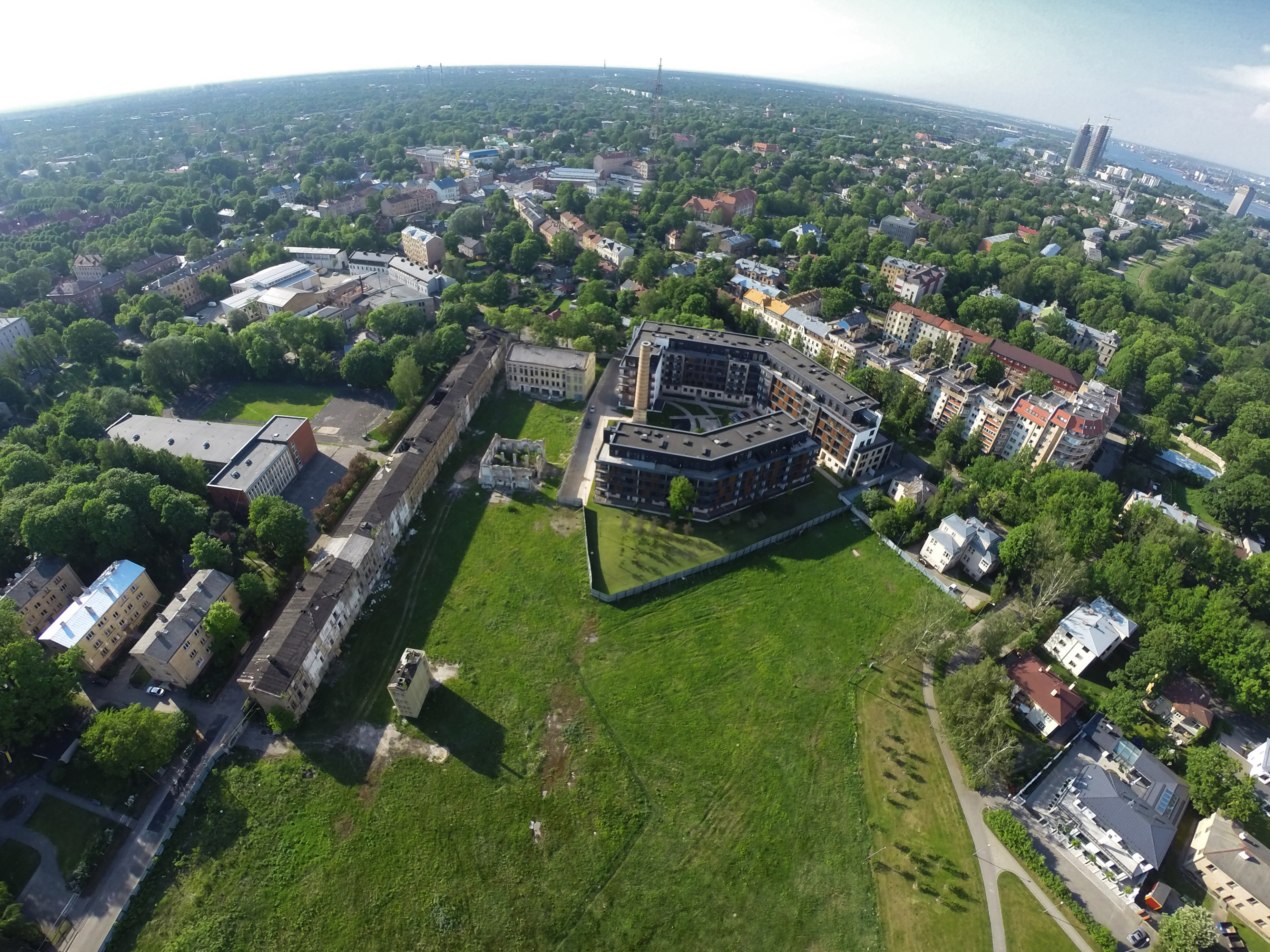